# Patty Murray
Pour les articles homonymes, voir Murray.
 (mars 2025).
Si vous disposez d'ouvrages ou d'articles de référence ou si vous connaissez des sites web de qualité traitant du thème abordé ici, merci de compléter l'article en donnant les références utiles à sa vérifiabilité et en les liant à la section « Notes et références ».
Patricia Lynn Murray, dite Patty Murray, née Johns le 11 octobre 1950 à Bothell (État de Washington), est une femme politique américaine, membre du Parti démocrate et sénatrice des États-Unis représentant l'État de Washington au Congrès depuis 1993.
De 2023 à 2025, elle est présidente pro tempore du Sénat, la première femme à occuper cette fonction.

## Biographie

### Famille, formation et carrière dans l'éducation maternelle
Patricia Lynn Johns, née le 11 octobre 1950, est la fille d'un vétéran de la Seconde Guerre mondiale, David L. Johns, décoré de la Purple Heart, et de Beverly A. McLaughlin.
Diplômée de l'université d'État de Washington en 1972, elle est d'abord institutrice en maternelle pendant plusieurs années.
Mariée à Rob Murray, le couple a deux enfants, Randy et Sara.

### Carrière politique

#### Sénatrice de l'État de Washington
Patty Murray, citoyenne engagée dans les causes de défense de l'environnement et de l'éducation, s'engage en politique et est élue au district éducatif Shoreline School (1985-1989). De 1989 à 1993, elle est membre du Sénat de l'État de Washington.

#### Sénatrice des États-Unis
En novembre 1992, Patty Murray est élue au Sénat des États-Unis, après avoir remporté la primaire démocrate face au représentant Don Bonker (en). Elle défait le représentant républicain Rod Chandler avec 8 points d'avance.
En 1998, Murray est réélue avec 58 % de voix contre 42 % à la représentante républicaine Linda Smith, figure controversée ayant désigné l'homosexualité comme une « inclination morale inacceptable ». 
De 2001 à 2003, elle préside le comité de campagne des sénateurs démocrates. Elle est membre de la sous-commission des Transports. En octobre 2002, elle est l'une des 23 sénateurs démocrates à voter contre l'entrée en guerre d'Irak.
En décembre 2002, elle donne son explication du succès d'Oussama ben Laden dans les pays du Moyen-Orient et est alors accusée de faire de Ben Laden un humanitaire.
En 2004, Murray est pourtant une nouvelle fois réélue avec 55 % des suffrages contre 43 % au représentant républicain George Nethercutt, qui, en 1994, avait défait le speaker de la Chambre des représentants, Tom Foley.
En 2010, elle est réélue avec seulement 5 % d'avance sur son adversaire, l'ancien sénateur local Dino Rossi, dans un contexte très favorable aux républicains.
Elle est réelue en 2016 à un cinquième mandat en 2016, défaisant le républicain George Vance avec 58,83 % des voix.
Elle remporte un sixième mandat en 2022, défaisant Tiffany Smiley avec 57,08 % des voix, contre 42,70¨% pour son adversaire républicaine.

#### Présidentepro temporedu Sénat des États-Unis
Le 3 janvier 2023, Patty Murray est élue présidente pro tempore du Sénat des États-Unis, succédant au sénateur démocrate Patrick Leahy, et devenant la première femme à occuper cette fonction. La sénatrice de Californie Dianne Feinstein, doyenne démocrate du Sénat, avait annoncé auparavant son désintérêt pour cette fonction protocolaire.